# Traversata pericolosa
Traversata pericolosa è una pellicola statunitense del 1953 del regista Joseph M. Newman, noto per la pellicola fantascientifica Cittadino dello spazio.
Girato sullo stesso set del celebre Titanic (1953) e de Gli uomini preferiscono le bionde (1953), la pellicola è il remake del film  Midnight Warning (1932) del regista Spencer Gordon Bennet ed è tratta da un radiodramma di John Dickson Carr, Cabin B-13.

## Trama
Ruth Bowman sale a bordo di un transatlantico per trascorrere con suo marito il viaggio di nozze in crociera. Tuttavia, il marito, dopo essersi assentato per un banale motivo, non si presenta all'appuntamento prefissato nel ristorante della nave e da quel momento sparisce senza lasciare dietro di sé alcuna traccia.
Quando la donna cercherà di capire che cosa è accaduto, scoprirà con sgomento che non esiste prova tangibile della sua effettiva esistenza, il biglietto a suo nome è infatti registrato con il cognome da nubile, mentre suo marito non ne ha mai acquistato uno. Nessuno dell'equipaggio ha mai visto l'uomo e nessuno lo ricorda, e qualcuno comincia anche a dubitare la sua stessa esistenza. Solo il medico di bordo sembra credere alla donna ormai sull'orlo di un collasso nervoso, scoprendo così una diabolica macchinazione ordita contro di lei per portarla alla follia.